# Melanella opaca
Melanella opaca is een slakkensoort uit de familie van de Eulimidae. De wetenschappelijke naam van de soort is voor het eerst geldig gepubliceerd in 1865 door G.B. Sowerby II.